# Mainosa longipes
Mainosa longipes är en spindelart som först beskrevs av Ludwig Carl Christian Koch 1878.  Mainosa longipes ingår i släktet Mainosa och familjen vargspindlar. Inga underarter finns listade i Catalogue of Life.